# Les Nymphéas (Hains)
Pour la série de peintures de Claude Monet, voir Les Nymphéas.
 (décembre 2018).
Les Nymphéas est une œuvre d'art déclarée telle par Raymond Hains en 1961. Il s'agit d'un panneau en tôle de zinc trouvé dans la rue et sur lequel demeurent collés des lambeaux d'affiches arrachées, le rendu général évoquant la dissolution des formes que l'on observe dans Les Nymphéas de Claude Monet. Il est conservé au musée national d'Art moderne, à Paris.